# Проект «Вавилон»

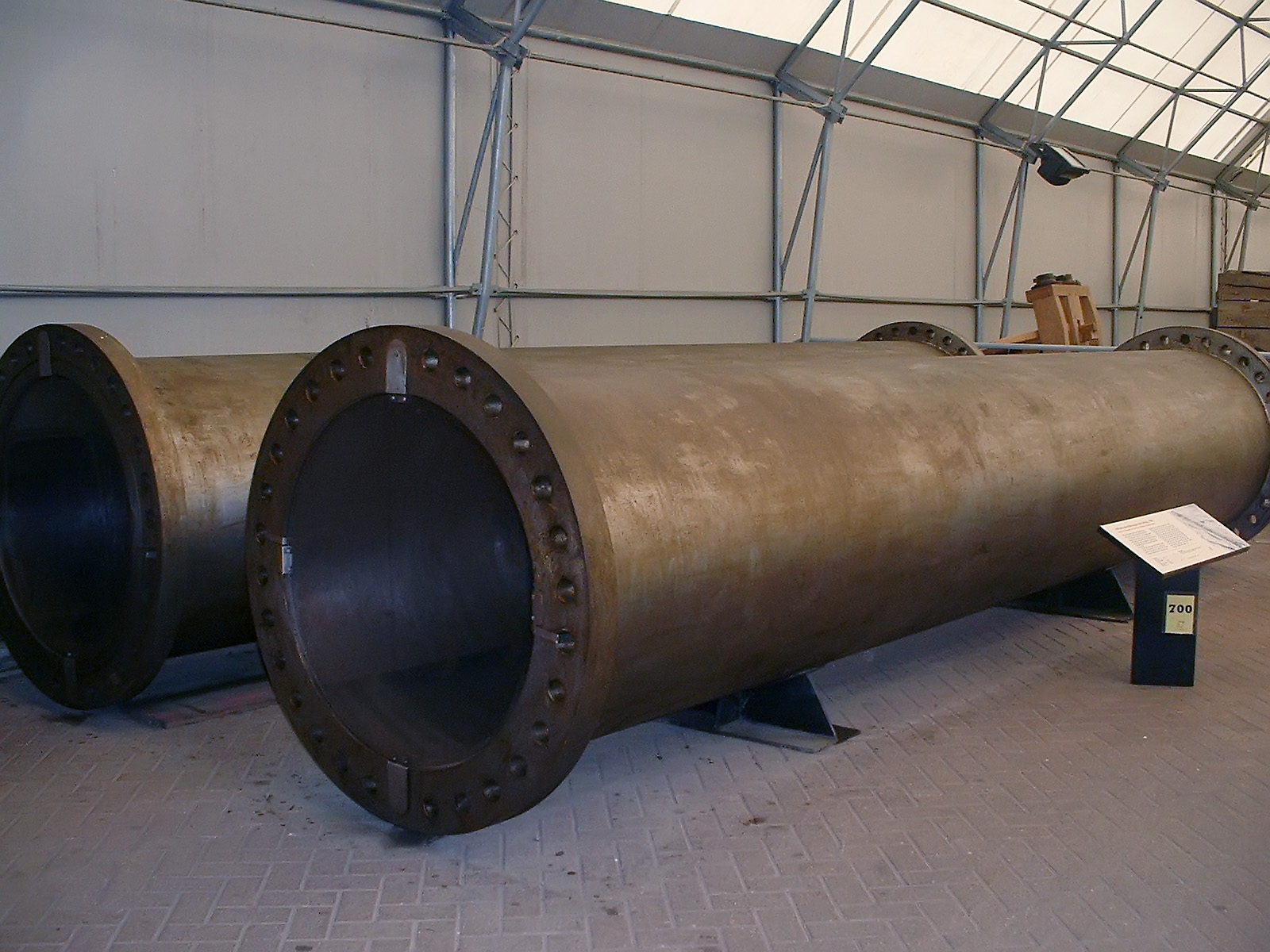
Две секции «Большого Вавилона», форт Нельсон, Портсмут

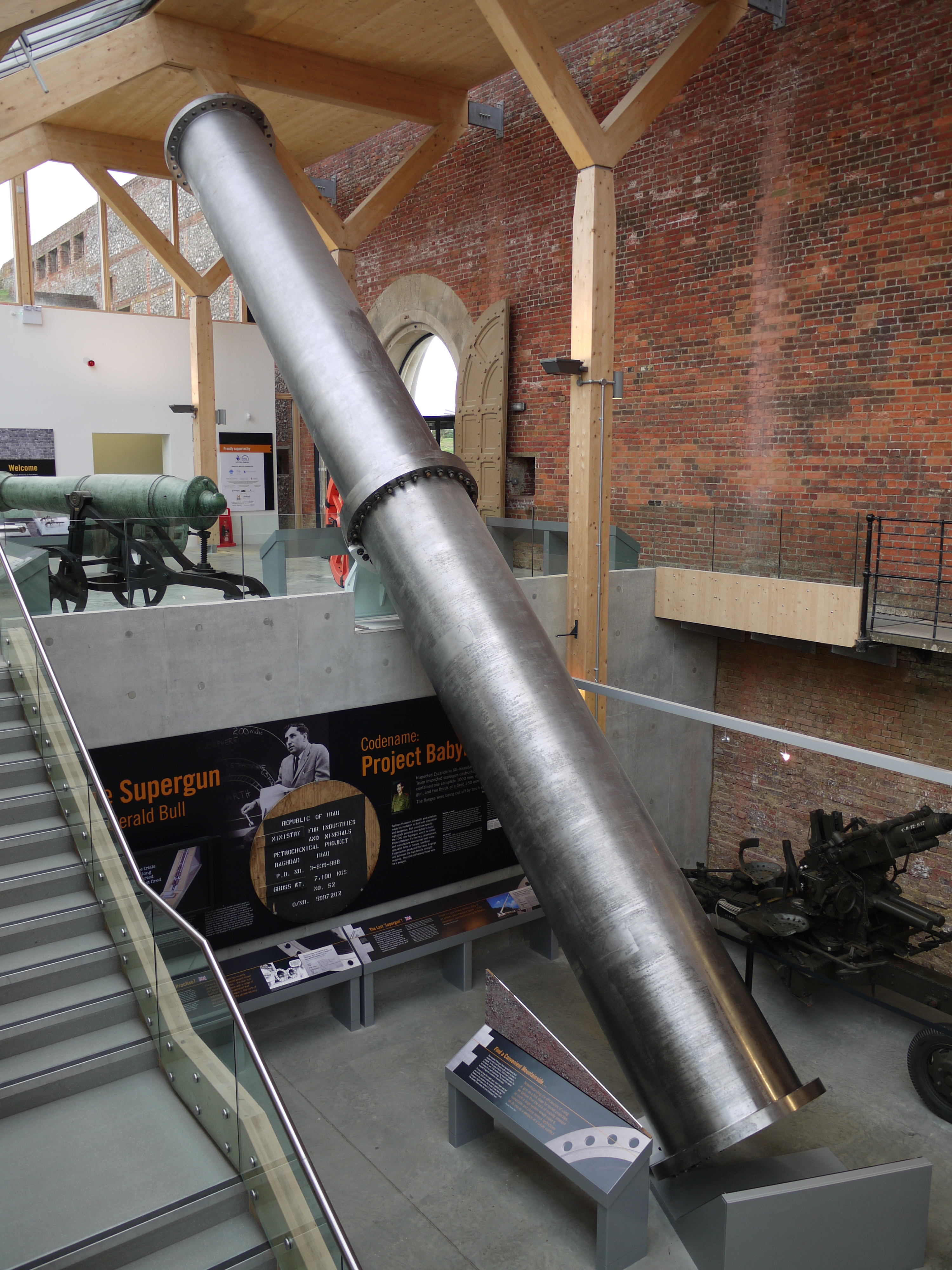

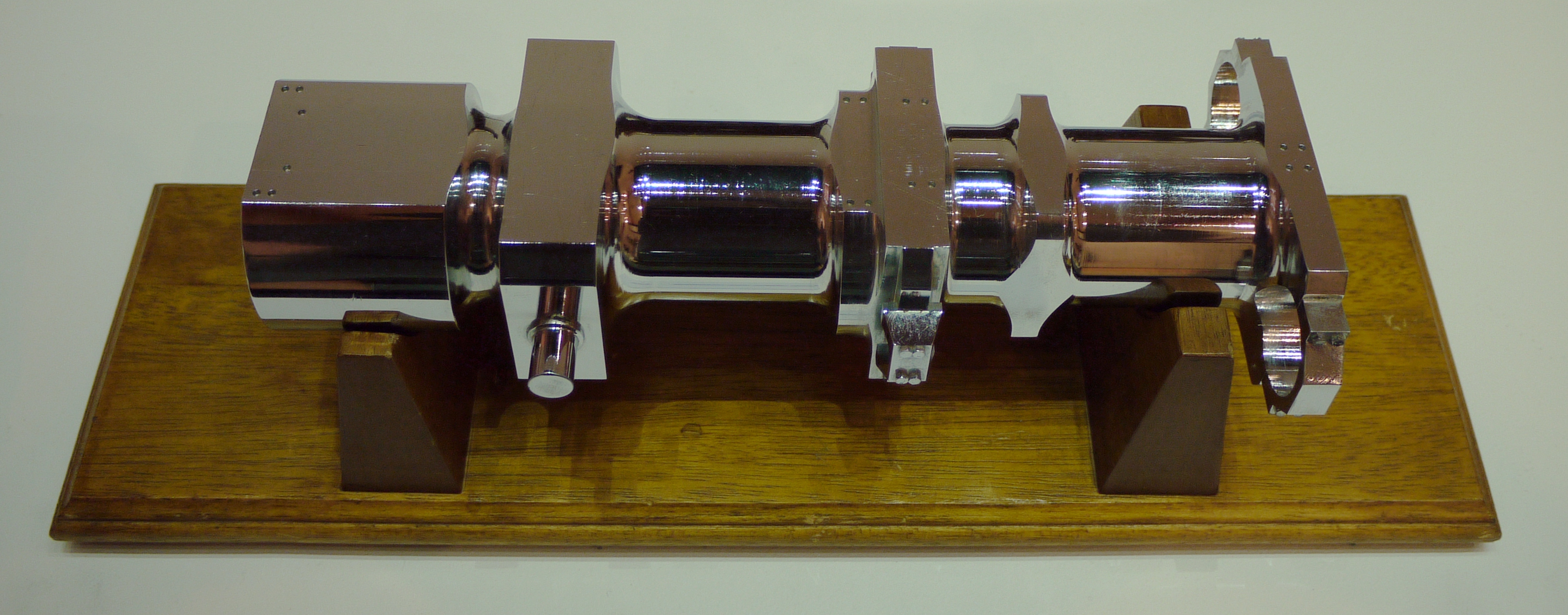
Модель казённика орудия, которое должно было весить 165 тонн

«Проект „Вавилон“» — иракский проект создания суперпушки.

## История
«Проект „Вавилон“» — проект создания серии суперпушек — был запущен под патронажем президента Ирака Саддама Хусейна во время ирано-иракской войны в 1980-х годах. Конструкция основана на исследованиях проекта HARP 1960-х годов под руководством канадского специалиста артиллерии Джеральда Булла. Несмотря на отрывочность сведений, известно, что существовали четыре различных устройства, которые были включены в эту программу. По крайней мере один из проектов «Вавилон» («Большой Вавилон») использовал видоизмененный принцип «теоретического» (многока́морного) артиллерийского орудия. Пушка имела кроме обычного метательного заряда, расположенного в каморе казенника, ещё и присоединённый к снаряду удлинённый заряд метательного ВВ, который двигался вместе со снарядом по мере его продвижения по стволу, тем самым поддерживая в стволе постоянное давление. Девять тонн специального метательного заряда суперпушки могли вести огонь 600-кг снарядом на дальность до 1000 километров, или запускать 2000-кг реактивный снаряд. Такой снаряд мог бы запускать 200-кг спутник на орбиту по цене, которую оценивают в $600 за килограмм. Калибр орудия 1000 мм. Известно об испытаниях прототипа 350-мм калибра.
В марте 1990 года Джеральд Булл был убит в Брюсселе, а части супер-пушки были конфискованы в Европе по пути в Ирак. Однако правительство Ирака объявило, что захваченные части были нефтяными трубами, а не частями для оружия, как утверждает Великобритания. Остальные компоненты проекта в Ираке были уничтожены Организацией Объединённых Наций после войны в Персидском заливе в 1991 году.
Известно о двух вариантах орудия. Малый вариант имел калибр 350 мм и должен был быть испытательной платформой. Второй окончательный вариант должен был быть гораздо больше — калибром в 1000 мм, превосходя германскую суперпушку Дора времён Второй мировой войны.

## Отражение в культуре и искусстве
История «Проекта „Вавилон“» легла в основу остросюжетного шпионского романа Фредерика Форсайта «Кулак бога» (The Fist of God).
История Джеральда Булла и «Проекта „Вавилон“» стала основой для детектива «Природа зверя» Луизы Пенни.